# 矮菝葜
矮菝葜（学名：Smilax nana）为百合科菝葜属下的一个种。

## 扩展阅读
維基物種上的相關：矮菝葜